# Peter Müller (Boxer, 1927)
Peter Müller (* 24. Februar 1927 in Köln; † 22. Juni 1992 in Köln-Bayenthal) war ein deutscher Boxer.

## Leben
Müller wuchs in Köln auf. 1949 heiratete er Greta Thelen, die Tochter seines Trainers Jupp Thelen. Nach seiner Boxkarriere stieg er ins Spielautomaten-Geschäft ein. Peter Müller starb im Alter von 65 Jahren an den Folgen eines Schlaganfalls. Er wurde auf dem Kölner Südfriedhof beigesetzt.

## Kölsches Original
Peter Müller wurde wegen seiner gebückten Kampfhaltung und seines fröhlichen Aussehens de Aap (Kölsch für „der Affe“) oder auch Müllers Aap genannt. Berühmt wurde er, als er im Juni 1952 in Köln im Kampf um die Mittelgewichtsmeisterschaft gegen Hans Stretz den Ringrichter Max Pippow aus Hamburg, der ihn zuvor wegen Klammerns ermahnt und, nach Müllers eigener Angabe, einen „Zigeuner“ genannt hatte, mit einem rechten Haken ausknockte („Da hab ich ihn ausgemacht!“). Auch die vier Sekundanten, die eingreifen wollten, bezwang er, und er griff sogar seinen Boxmanager und Schwiegervater Jupp Thelen an, der schlichtend eingreifen wollte. Auf Bildaufzeichnungen des Kampfes ist allerdings diese Szene nicht zu sehen. Müller stand dort nicht alleine vor dem Ringrichter, sondern boxte mit Hans Stretz weiter, bis die Helfer versuchten, den Kampf zu unterbrechen.

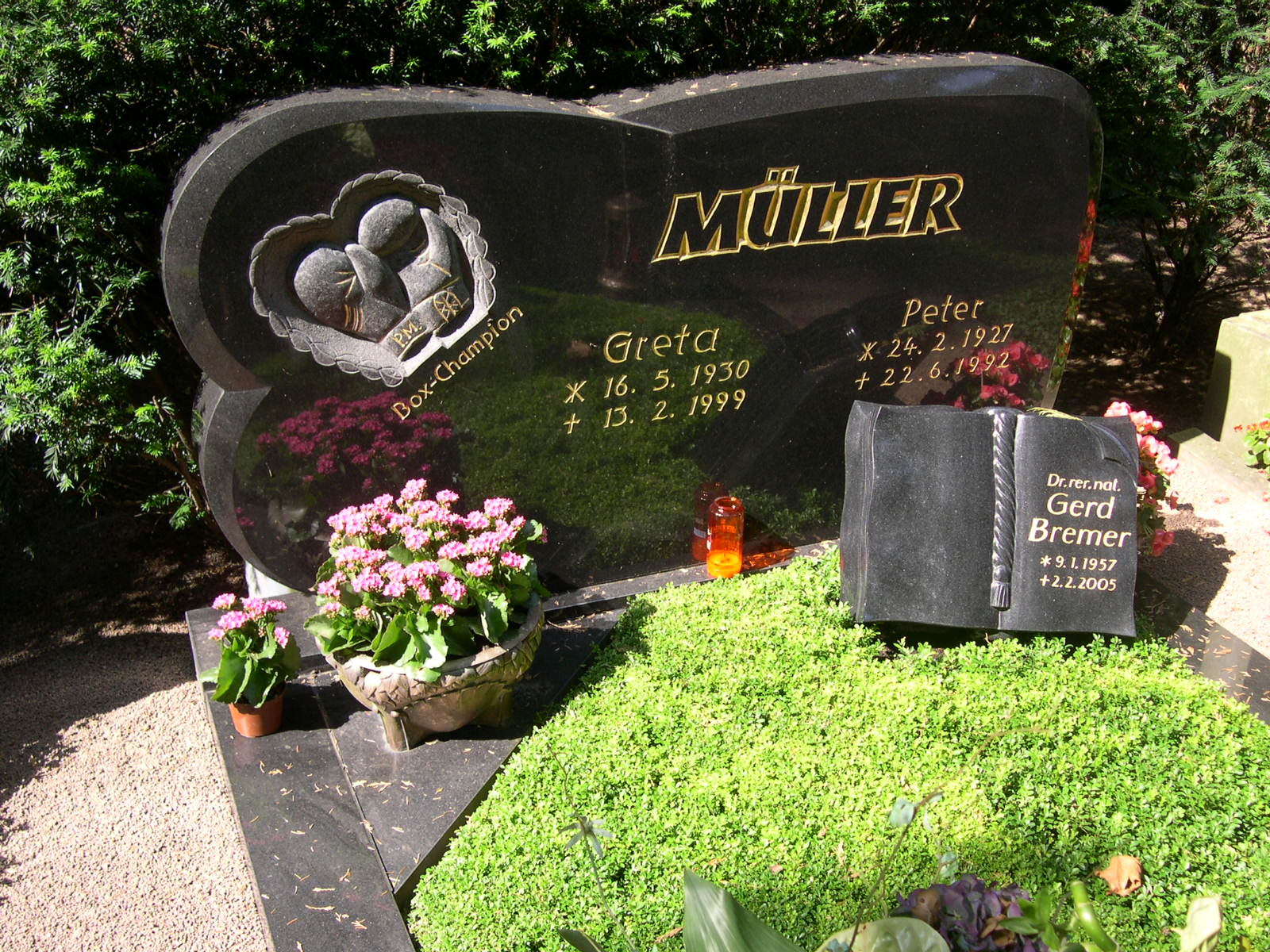
Das Grab von Greta und Peter Müller

Daraufhin erhielt Müller eine lebenslange Sperre, die allerdings bereits zehn Monate später wieder aufgehoben wurde. In der Zwischenzeit wie auch später nach seinem Karriereende arbeitete er gelegentlich als Catcher und versuchte sich als Schlagersänger (Ring frei, zur ersten Runde, Ring frei, jetzt komme ich… und Rädebomm, dä Jong dä fällt nit om…). Bei Kölner Karnevalsveranstaltungen war er gerngesehener Gast.
In Köln kursieren mehrere wahre oder gut erfundene Müller-Anekdoten. Als Beispiel sei die Persiflage eines Waschmittel-Werbespots zitiert: Der Reporter fragt Peter Müller: „Was halten Sie von OMO?“ Antwort: „Dä schlahn ich in der eetste Rond kapott.“
Ebenfalls überliefert ist, dass er sich 1953 in den USA eine Mundharmonika in den Ring geben ließ und das Horst-Wessel-Lied intonierte, das er fälschlicherweise für die deutsche Nationalhymne hielt.

## Erfolge
Peter Müller wurde fünfmal deutscher Meister im Mittelgewicht. Doch den Titel eines Europameisters konnte er nie erringen. Beim ersten Anlauf 1959 gegen Bubi Scholz war der Kampf bereits nach zwei Minuten in der ersten Runde durch K. o. beendet. Beim erneuten Versuch gegen den dreimaligen ungarischen Olympiasieger László Papp verlor er 1963 in der vierten Runde ebenfalls durch Knockout, obwohl er zuvor angekündigt hatte: „Dä Papperlapapp, dä hau ich vor die Schnüss.“ 
Müllers Boxweise zeichnete sich durch Angriff mit offenem Visier aus. Sein Trainer und Schwiegervater Jupp Thelen äußerte im Oktober 1962 über Müller: „Im Keilen, da kommt doch keiner mit dem Peter mit.“ Müller sei „ein Phänomen an körperlicher Robustheit“, schrieb der Journalist Wolfgang Fricke angesichts der langen Boxkarriere über den Kölner.
1967 wurde Müller vom Bund Deutscher Berufsboxer mit der Goldenen Ehrennadel ausgezeichnet.